# Veículo flex

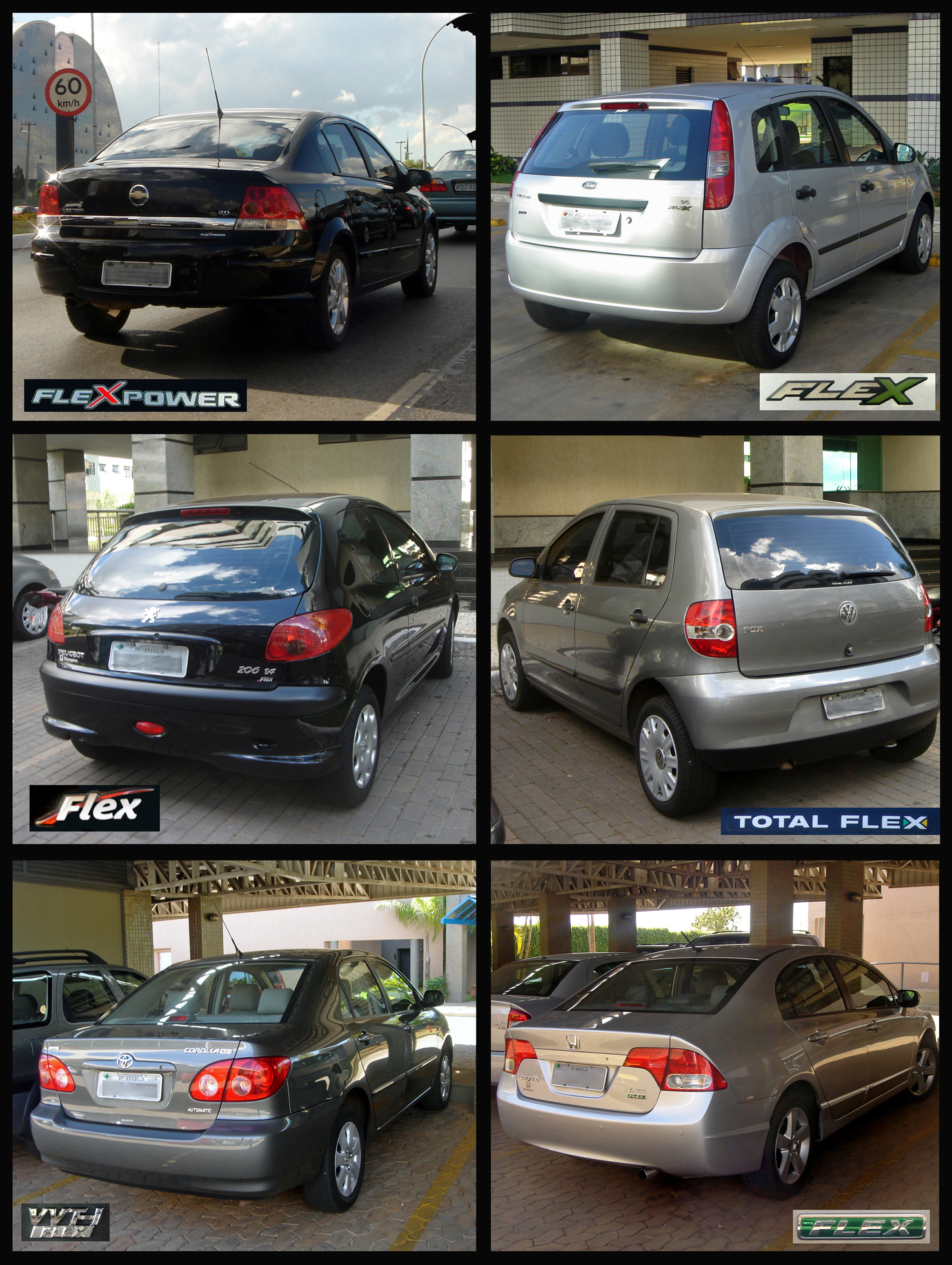
Modelos típicos de vários fabricantes do automóvel brasileiro de combustível flexível, popularmente conhecidos como "flex", que operam com qualquer mistura de álcool (E100) e gasolina (E20 a E25).

Veículo flex (em inglês:  flexible-fuel vehicle -FFV-) ou veículo de combustível duplo (em inglês:  dual-fuel vehicle) está equipado com um motor de combustão interna a quatro tempos (Ciclo Otto) que tem a capacidade de ser reabastecido e funcionar com mais de um tipo de combustível, misturados no mesmo tanque e queimados na câmara de combustão simultaneamente.
O FFV mais comum disponível comercialmente no mercado mundial é o veículo flex a etanol, com cerca de 60 milhões de automóveis, motocicletas e caminhões leves fabricados e vendidos em todo o mundo até março de 2018, e concentrados em quatro mercados, Brasil (30,5 milhões de veículos leves e mais de 6 milhões de motocicletas) Estados Unidos (27 milhões até o final de 2021), Canadá (1,6 milhões até 2014), e Europa, liderada pela Suécia (243 100). Além dos veículos flex movidos a etanol, na Europa e nos EUA, principalmente na Califórnia, houve programas de teste bem-sucedidos com veículos flex a metanol, conhecidos como veículos flex M85. Também houve testes bem-sucedidos usando combustíveis da série P com veículos flex E85, mas a partir de junho de 2008, este combustível ainda não está disponível para o público em geral. Estes testes bem-sucedidos com combustíveis da série P foram realizados em veículos Ford Taurus e Dodge Caravan flex.
O veículo de combustível flexível mais comum disponível no mercado mundial utiliza etanol como segundo combustível. Um sensor detecta a mistura do combustível e ajusta a injeção de acordo com a mistura. Assim, pode-se usar tanto álcool quanto gasolina, ou uma mistura dos dois em qualquer proporção. No caso do Brasil, o ajuste da injeção é feito com software automotivo desenvolvido por engenheiros brasileiros.
Devido à ampla aceitação dos veículos flexíveis que utilizam etanol como combustível, o uso comum do termo veículo flex virou sinônimo de veículo flexível que usa etanol como combustível. Na Europa são conhecidos como "flexifuel" e nos Estados Unidos como "flex-fuel", "FFVs" (em inglês:  flexible-fuel vehicle) ou veículos E85, já que pelo clima frio a mistura máxima é de 15% de gasolina e 85% de álcool.

## Terminologia

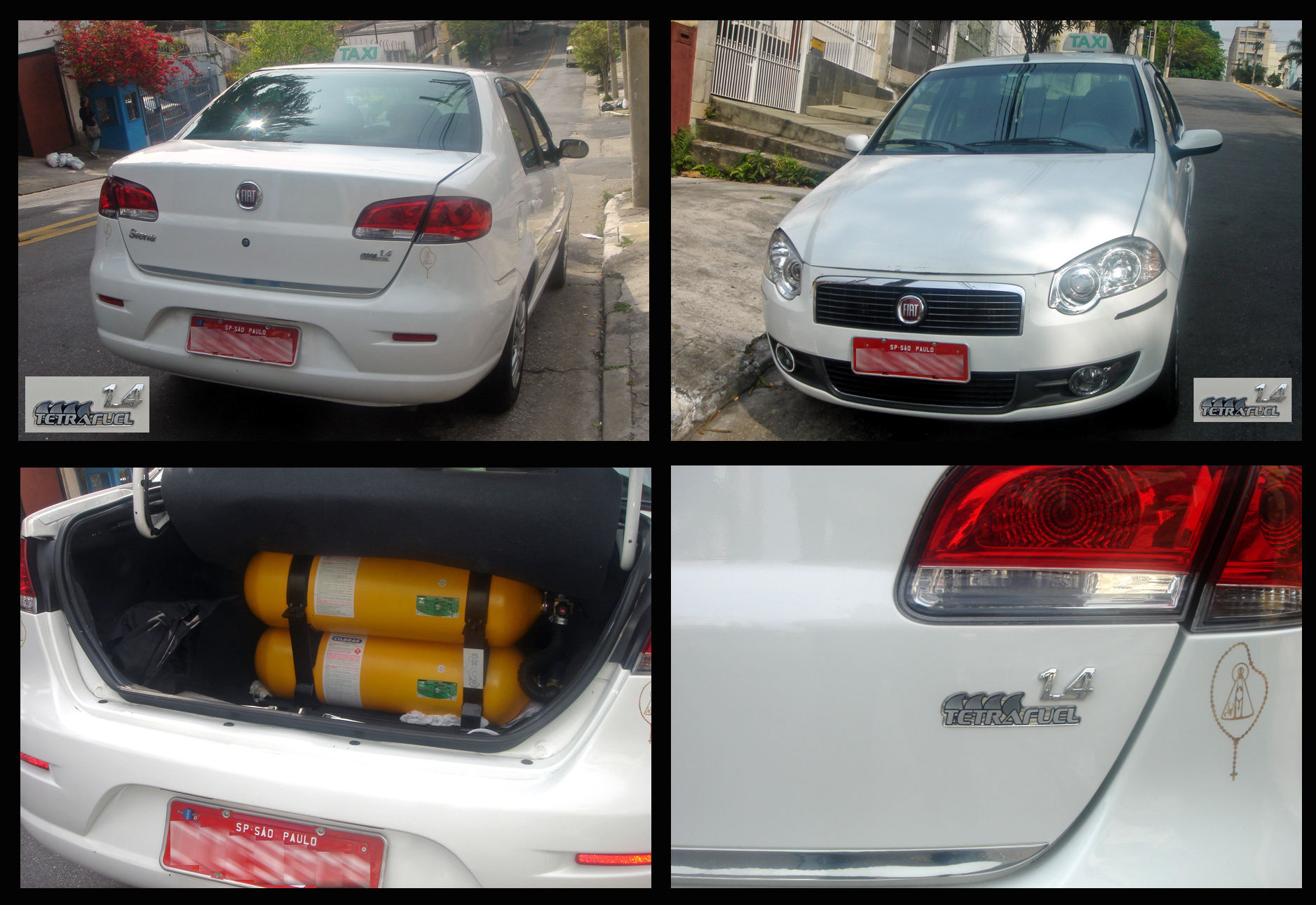
O Fiat Siena Tetrafuel 1.4 é um carro multicombustível que pode operar como flex com gasolina pura, ou gasolina E25, ou álcool (E100); ou opera automaticamente como bicombustível com gás natural (GNV). Mostrados os tanques do GNV e a logomarca Tetrafuel.

- O veículo de combustível duplo (em inglês:  dual-fuel vehicles) fornece ambos os combustíveis armazenados e misturados no tanque na câmara de combustão ao mesmo tempo e a injeção é ajustada segundo a mistura detectada por sensores eletrônicos, que no caso da tecnologia brasileira, é feito com software automotivo que não precisa de sensores adicionais. No Brasil é popularmente conhecido como veículo flex.[9] No uso comum do termo no Brasil, o veículo flex é chamado de veículo bicombustível, sem fazer a diferença dos termos que existe na língua inglesa.
- O veículo bicombustível (em inglês:  bi-fuel vehicle) tem tanques separados para armazenar dois combustíveis, normalmente gasolina e gás combustível (GNV). O veículo pode trocar de combustível manual ou automaticamente.
- O veículo multicombustível funciona com mais de dois combustíveis. No Brasil, existem automóveis flex, tipicamente taxis no Rio de Janeiro e São Paulo, adaptados para operar com gás natural (GNV), permitindo assim ao motorista escolher entre três combustíveis: gasolina E25 e álcool E100 em qualquer proporção, ou usar somente com GNV. Em 2006 a FIAT introduziu no mercado o modelo Fiat Siena Tetrafuel, um automóvel desenvolvido com tecnologia da Magneti Marelli do Brazil.[10][11] O Siena Tetrafuel pode operar com 100% de álcool hidratado (E100), com gasolina E25, a mistura oficial do Brasil, gasolina pura (não disponível no Brasil), e gás combustível (GNV).[12] O Siena Tetrafuel troca de combustível de forma automática, dependendo da potência que as condições de rodagem demandar. Se o motorista deseja operar somente como veículo flex, precisa fechar a válvula do gás no motor em forma manual.
- O veículo híbrido flex permite que o carro seja movido a eletricidade, gasolina ou etanol. A Toyota do Brasil anunciou o lançamento do primeiro carro híbrido flex em dezembro de 2018. Testes foram realizado com um Toyota Prius como protótipo desde março de 2018.  O projeto foi desenvolvido pela Toyota a partir de 2015 em parceria entre a montadora e universidades federais brasileiras.[13] Toyota planeja investir um bilhão de Reais em unidade brasileira para iniciar a produção na segunda metade de 2019. A montadora considera que o desenvolvimento foi possível pelo programa federal Rota 2030, que oferece previsibilidade para as empresas investirem no longo prazo no país e estimula a fabricação de veículos mais eficientes.[13][14]

## História

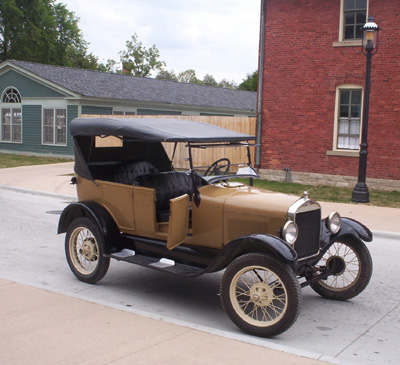
O modelo Ford T foi o primeiro veículo comercial de combustível flexível. Foram desenvolvidas versões permitindo operar com gasolina ou álcool ou uma mistura de ambos.

O primeiro veículo flex comercial vendido no mundo foi o Ford modelo T, produzido desde 1908 até 1927. O automóvel era fabricado com um carburador de injeção ajustável que permitia o uso de gasolina, etanol ou uma mistura de ambos. Outros fabricantes americanos de veículos também ofereceram motores para operar com álcool. Henry Ford advogou pelo uso do etanol como combustível para os automóveis ainda durante a época da Lei seca ou proibição americana. Porém, o combustível que prevaleceu foi a gasolina devido ao baixo custo do petróleo, até que aconteceu a crise do petróleo de 1973, que resultou em preços altos e desabastecimento de gasolina em vários países, criando assim consciência sobre os perigos da dependência do petróleo.
Esta crise abriu uma nova oportunidade para o uso do álcool (etanol) combustível, assim como para outros combustíveis alternativos, como  o metanol combustível, os combustíveis gasificados como o gás natural veicular (GNV) e o gás de petróleo liquefeito (GLP), e também para as células combustíveis de hidrogênio. O etanol, o metanol e o gás natural GNV são os três combustíveis alternativos que receberam maior apoio governamental, permitindo assim o desenvolvimento de tecnologias, veículos e adaptações comercialmente viáveis em vários países do mundo.
Desde a segunda metade da década de 70, e como resposta à primeira crise do petróleo, o governo brasileiro implementou o Programa Pró-Álcool, uma iniciativa de alcance nacional financiada pelo governo para lograr uma redução progressiva de todos os veículos que utilizavam combustível derivado de petróleo e incentivando a substituição da gasolina pelo etanol produzido a partir da cana-de-açúcar. A primeira medida foi a de estabelecer a mistura de álcool anidro com gasolina convencional. Esta mistura é utilizada desde então, e o conteúdo de etanol está determinado por lei entre E-20 a E-25, estando agora em vigência a mistura com 25% de álcool (conhecido como gasolina E25). Em Julho de 1979, e como resposta à segunda crise do petróleo, foi fabricado o primeiro veículo com combustível de etanol puro, o Fiat 147.
O governo brasileiro impulsionou a indústria do etanol como combustível mediante três medidas importantes: compras garantidas da empresa petrolífera estatal Petrobras; empréstimos com interesse de baixo custo para as empresas do setor agroindustrial de etanol; e preços fixos para a gasolina e o etanol. Depois de alcançar uma frota de quase 9 milhões de veículos operando com etanol puro, ao final dos anos 80, o uso de veículos E100 começou a diminuir bruscamente devido ao aumento dos preços do açúcar provocando escassez do combustível E100.

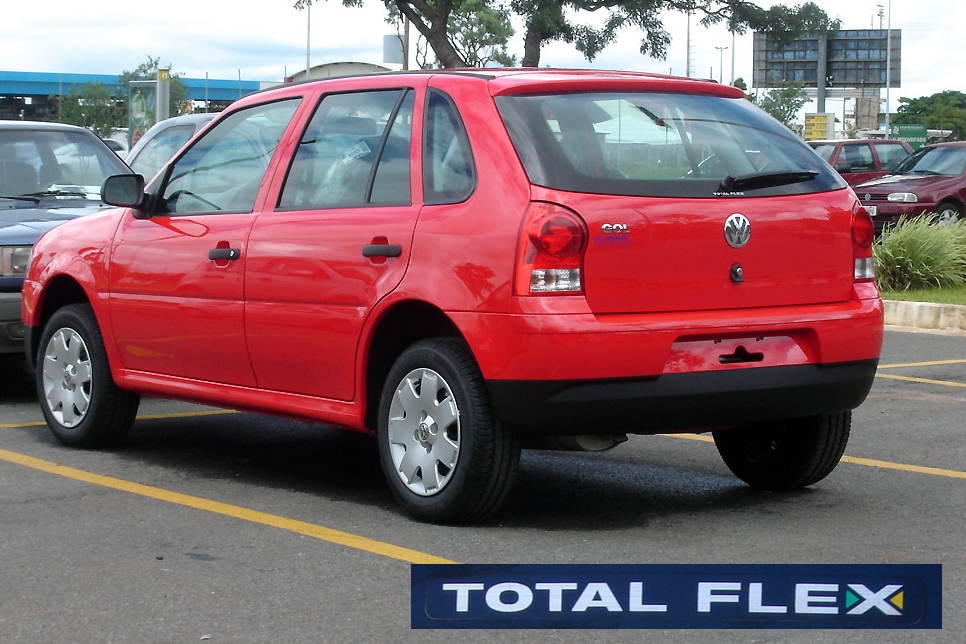
O VW Gol 1.6 Total Flex modelo 2003 foi o primeiro veículo de combustível flex produzido e comercializado no Brasil, com capacidade para operar com qualquer mistura de gasolina e etanol (E20-E25 a E100).

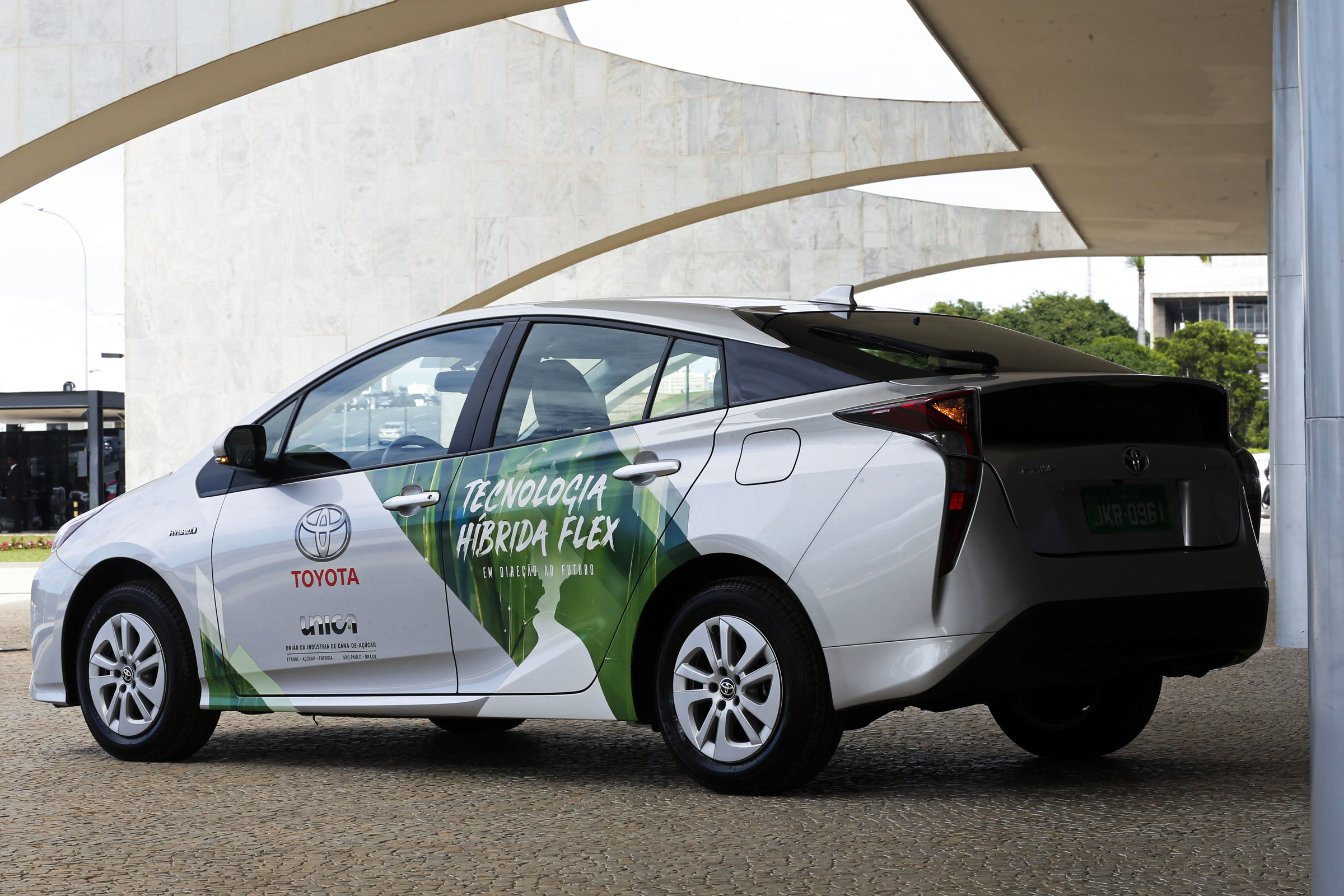
Primeiro carro híbrido flex testado com um Toyota Prius como protótipo.

Após extensas investigações, um segundo impulso ao etanol como combustível teve lugar em maio de 2003, quando a subsidiária brasileira da Volkswagen iniciou a produção comercial do primeiro veículo completamente 'flex', o Gol 1.6 Total Flex. Vários meses depois foi seguido por modelos de outros fabricantes de automóveis brasileiros, e para 2008, Chevrolet, Fiat, Ford, Peugeot, Renault, Volkswagen, Honda, Mitsubishi, Toyota e Citroën fabricam modelos populares e alguns modelos de luxo com motor de combustível flex, aceitando gasolina e etanol em qualquer proporção. A adoção dos veículos flex com etanol como combustível teve tanto êxito que a produção de veículos flex passou de 40 mil unidades em 2003 a 1,7 milhões em 2007.
Nos Estados Unidos, o apoio inicial para desenvolver veículos de combustível alternativo por parte do governo foi, também, uma resposta à crise do petróleo de 1973, e posteriormente, com o objetivo de melhorar a qualidade do ar. O desenvolvimento de combustíveis líquidos teve preferência sobre os gasosos, não apenas porque tem uma melhor densidade de energia por volume como também porque são mais compatíveis com os sistemas de distribuição de combustível e motores existentes, evitando assim um distanciamento das tecnologias existentes e aproveitando os veículos e a infraestrutura existentes.Califórnia foi o estado que liderou a busca por alternativas sustentáveis com particular interesse no metanol. Ford Motor Company e outras fabricantes automotivas americanas responderam ao pedido da Califórnia de desenvolver veículos com etanol como combustível. Em 1981, a Ford entregou 40 veículos Escort que funcionavam com metanol puro (M100) ao Condado de Los Angeles, sem embargo, apenas quatro postos de combustíveis foram habilitadas. O maior desafio para o desenvolvimento da tecnologia de veículos com álcool como combustível foi confeccionar os materiais que proporcionassem mais reatividade química do combustível.  O metanol foi um desafio ainda maior que o etanol, mas, felizmente, a experiência prévia do Brasil na produção de veículos que utilizavam etanol puro como combustível, foi transferida ao metanol. O êxito da pequena frota experimental de veículos M100 levou o estado da Califórnia a solicitar mais veículos, principalmente para a frota estatal. Em 1983, a Ford construiu 582 veículos M100, 501 foram para a Califórnia e o restante para Nova Zelândia, Suécia, Noruega, Reino Unido e Canadá.
Como resposta à falta de infraestrutura para abastecer os veículos, a Ford começou a desenvolver veículos flex em 1982, e entre 1985 e 1992, 705 veículos flex experimentais foram construídos e entregues na Califórnia e Canadá, incluindo o Escort 1.6L, o Taurus 3.0L e o LTD Crown Victoria 5.0L. Estes veículos podiam funcionar com gasolina ou metanol com o mesmo sistema de combustível. Na época foram aprovadas leis para incentivar a indústria automobilística americana a produzir veículos flex, que começou em 1993 quando a Ford produziu veículos flex M85. Em 1996, o novo veículo flex da Ford, Ford Taurus, foi desenvolvido com versões capazes de operar com metanol ou etanol, misturados com gasolina, M85 e E85 respectivamente. Esta versão do Taurus foi o primeiro modelo comercial de veículo flex E85.  O impulso dos programas de produção de veículos flex continuou nos Estados Unidos, mesmo que no final dos anos noventa a ênfase que se deu a versão E85 é a mesma que está até hoje.
O etanol era preferido em relação ao metanol devido ao grande apoio da comunidade de agricultores e graças aos programas de incentivos e subsídios a produção de milho. A Suécia também realizou testes com veículos flex M85 e E85, ao final foi dada preferência aos veículos flex com etanol como combustível.

## Veículos flex por país

### Brasil
| Ano | Autos Flex fabricados | Veículos Flex Comerciais Leves fabricados | Total de Veículos Leves Flex Produzidos (incluindo exportados) | Veículos Flex como % do total de veículos leves* |
| --- | --------------------- | ----------------------------------------- | -------------------------------------------------------------- | ------------------------------------------------ |
| 2003 | 39 853                | 9 411                                     | 49 264                                                         | 2,9                                              |
| 2004 | 282 710               | 49 797                                    | 332 507                                                        | 15,2                                             |
| 2005 | 820 791               | 60 150                                    | 880 941                                                        | 37,1                                             |
| 2006 | 1 291 913             | 100 142                                   | 1 392 055                                                      | 56,3                                             |
| 2007 | 1 764 494             | 172.437                                   | 1 936 931                                                      | 69,1                                             |
| 2008 | 2 026 768             | 216 800                                   | 2 243 648                                                      | 74,7                                             |
| 2009 | 2 298 942             | 242 211                                   | 2 541 153                                                      | 84,0                                             |
| 2010 | 2 311 721             | 315 380                                   | 2 627 111                                                      | 77,1                                             |
| 2011 | 2 215 548             | 335 234                                   | 2 550 782                                                      | 80,7                                             |
| 2012 | 2 418 397             | 313 663                                   | 2 732 060                                                      | 83,9                                             |
| 2013 | 2 616 845             | 333 766                                   | 2 950 611                                                      | 84,2                                             |
| 2014 | 2 291 115             | 346 607                                   | 2 637 722                                                      | 88,2                                             |
| 2015 | 1 785 284             | 212 473                                   | 1 997 757                                                      | 85,4                                             |
| 2016 | 1 605 855             | 164 813                                   | 1 770 668                                                      | 84,0                                             |
| 2017 | 1 923 143             | 207 035                                   | 2 130 178                                                      | 81,9                                             |
| Total 2003-17 | 25 693 379            | 3 080 009                                 | 28 773 388                                                     | 70,3                                             |
| Fonte: ANFAVEA 2018 Nota: * O total de veículos leves inclui automóveis e veículos comerciais leves com motor a gasolina, álcool puro, flex e diesel. |                       |                                           |                                                                |                                                  |

A indústria automobilística brasileira desenvolveu veículos que funcionam com flexibilidade no tipo de combustível, que são conhecidos popularmente como "flex" no Brasil. O motor do veículo flex funciona com qualquer proporção na mistura de gasolina e álcool combustível (etanol), armazenados no mesmo tanque. A injeção é ajustada segundo a mistura detectada por sensores eletrônicos, que no caso da tecnologia brasileira, é feito com software automotivo desenvolvido no país, que não precisa de sensores adicionais que encareça o custo do veículo, por conta disto os carros destinados ao mercado brasileiro necessitam rodar pelo menos 5Km ou 10min para que seja identificado corretamente qual combustível (ou mistura deles) está sendo queimado. Caso este procedimento não seja cumprido, podem acontecer falhas no motor e dificuldade de partida a frio, fato de conhecimento geral das concessionárias de veículos flex e montadoras.
Disponíveis no mercado desde 2003, os veículos flex resultaram um sucesso comercial, e já em Agosto de 2008, a frota de automóveis e veículos comercias leves tipo "flex" tinha atingido a marca de 6,2 milhões de veículos, representando um 23% da frota de veículos leves do Brasil. O sucesso dos veículos "flex", conjuntamente com a obrigatoriedade ao nível nacional de usar de 20 a 25% do álcool misturado com gasolina convencional (E25), permitiu ao etanol combustível superar o consumo de gasolina em abril de 2008. A tradição e cultura no uso do etanol como combustível, herança do programa Pró-álcool criado nos anos setenta, favoreceu a rápida aceitação dos veículos flex no Brasil e seu sucesso comercial. Quando os autos flex foram oferecidos no mercado brasileiro, o país já tinha 30.000 postos de gasolina prontos para vender etanol em todo o país.

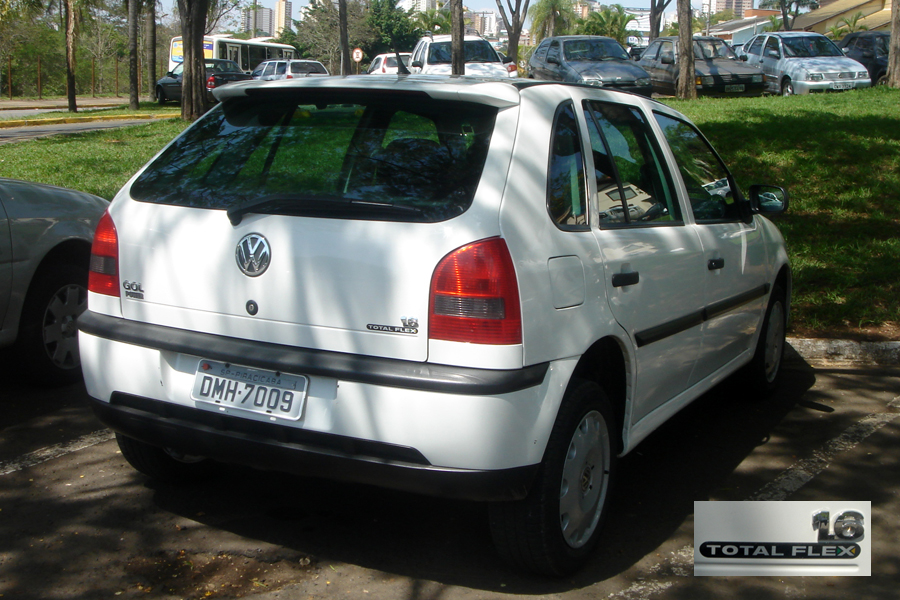
O VW Gol 1.6 Total Flex modelo 2003 foi o primeiro veículo de combustível flexible desenvolvido e comercializado no Brasil, com capacidade de operar com qualquer mistura de gasolina (E20-E25) e etanol (E100).

A produção dos veículos flex no Brasil iniciou-se em maio de 2003, quando a Volkswagen montou uma linha de produção para automóveis de combustível flexível, resultando no Gol 1.6 "Total Flex". Dois meses depois a Chevrolet forneceu no mercado o Corsa 1.8 "Flexpower", com um motor desenvolvido em consórcio com a Fiat, chamado de "PowerTrain". Em 2003 a produção de automóveis "flex" atingiu 39.853 autos e 9.411 veículos comerciais leves. Já em 2005, as montadoras produzindo veículos "flex" incluía Chevrolet, Fiat, Ford, Peugeot, Renault, Volkswagen, Honda, Mitsubishi, Toyota e Citroën. As vendas dos veículos flex representaram 22% das vendas de automóveis novos em 2004, subindo para 73% em 2005, e atingindo um 87,6% em julho de 2008.
A inovação mais recente da tecnologia brasileira é o desenvolvimento de motocicletas de combustível flexível. Em 2007 Delphi Automotive Systems apresentou a primeira moto flex "Multifuel" , adaptada numa motocicleta Yamaha YBR125. Magnetti Marelli também apresentou em 2007 seu sistema de injeção SFFS para uso em motocicletas adaptada numa motocicleta Kasinski. Além da flexibilidade na escolha de combustível, um objetivo principal do desenvolvimento das motos flex é reduzir as emissões de CO2 em quase 20%, ao mesmo tempo que esperam-se economias no consumo de combustível de entre 5% e 10%. Estas motocicletas flex estarão disponíveis no mercado brasileiro até 2009, porém, AME Amazonas Motocicletas anunciu que vai iniciar vendas de sua motocicleta AME GA (G por gasolina e A por álcool) em dezembro de 2008. Este modelo utiliza a tecnologia de injeção de combustível desenvolvida pela Delphi.

### Estados Unidos
| Ano | Veículos flex E85 produzidos | Aumento** veículos flex E85 | Frota Total flex E85 em uso*** |
| --- | ---------------------------- | --------------------------- | ------------------------------ |
| 1998 | 261 165                      | 171 422                     | 171 422                        |
| 1999 | 426 724                      | 357 450                     | 528 872                        |
| 2000 | 600 832                      | 528 315                     | 1 057 187                      |
| 2001 | 581 774                      | 533 458                     | 1 590 645                      |
| 2002 | 834 976                      | 793 575                     | 2 384 220                      |
| 2003 | 859 261                      | 837 357                     | 3 221 577                      |
| 2004 | 674 678                      | 670 794                     | 3 892 371                      |
| 2005 | 735 693                      | 735.693                     | 4 628 064                      |
| 2006 | 866 194                      | 866 194                     | 5 494 258                      |
| 2007 | 974 095                      | 974 095                     | 6 468 353                      |
| Ago 2008* | 793 354*                     | 793 354*                    | 7 289 9081*                    |
| Nota: * Até agosto de 2008. ** O aumento líquido refire-se ao número de veículos flex fabricados descontando a taxa de sobrevivência. Fonte: US DoE National Renewable Energy Laboratory. ***Em 2005 um 68% dos proprietários não eram cientes do que seu carro era flex E85, ou seja que o número efeitivo de veículos usando o E85 é menor de 1/3 da frota em circulação mostrada na tabela. |                              |                             |                                |

Em 2007 já circulavam mais de 6 milhões de veículos flex com combustível E85 nos Estados Unidos, um acréscimo significativo quando comparados com os 5 milhões que tinha em 2005. O combustível E85 é utilizado nos motores de gasolina modificados para aceitar esse alto conteúdo de etanol. A injeção do combustível é regulada por um sensor instalado exclusivamente para essa tarefa, detectando automaticamente a quantidade de etanol presente na mistura, permitindo assim o ajuste da injeção do combustível e da faísca das velas de ignição segundo a mistura presente no tanque de gasolina. O veículo flex E85 estadounidense foi desenvolvido para operar com qualquer mistura de gasolina sem chumbo e álcool, entre 0% e 85% de etanol anidro por volume. Os dois combustíveis são misturados no mesmo tanque, mas o usuário não tem seleção na quantidade de álcool, já que o E85 é vendido nos postos já misturado nessa proporção. A indústria americana estabeleceu o máximo de 85% de etanol na mistura com o objetivo de evitar problemas no arranque do motor durante clima frio e para evitar emissões do álcool produzidas a baixas temperaturas. Nos lugares muitos frios onde as temperaturas chegam a ser inferiores a -12 °C, o conteúdo de álcool é reduzido a 70% (E70) durante o inverno. Quando as temperaturas chegam a ser inferiores a -23 °C os fabricantes recomendam instalar um aquecedor do motor para qualquer tipo de combustível.

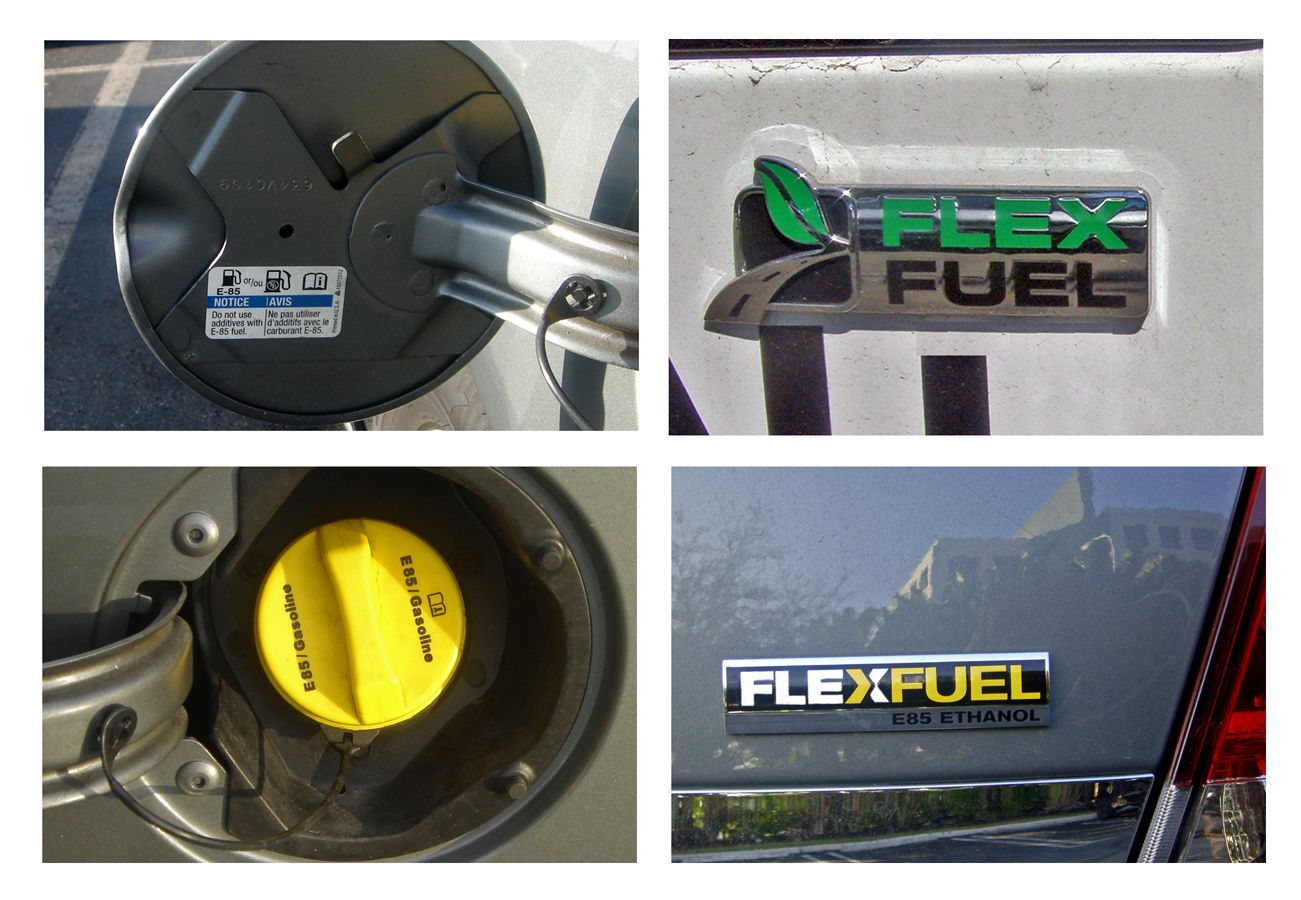
Identificações típicas usadas nos EUA em veículos flex E85. Á esquerda acima: pequena etiqueta na tampa do tanque de combustível. Á esquerda abaixo: tampa amarela usada nos modelos mais novos. À direita: logo marcas "Flexfuel" usado pela Ford (acima) e a GM (abaixo) nos modelos mais recentes.

Os veículos flex E85 são mais utilizados na região Região Centro-Oeste dos Estados Unidos, onde concentram-se os cultivos de milho, o principal insumo para a produção do etanol americano. Também o Governo Federal tem utilizado veículos de combustível flexible por muitos anos. No mercado estadounidense está disponível a opção flex E85 quase para qualquer de automóvel e veículo comercial leve, incluindo veículos tipo sedan, van, SUV e picape.
Uma pesquisa realizada em 2005 mostrou que 68% dos proprietários americanos de veículos flex não estavam cientes que seu carro era de combustível flexível E85. Este desconhecimento é devido a que nos veículos estadunidenses não existe diferença na carroçaria nem no preço dos veículos que usam gasolina normal e os que aceitam combustível E85, em contraste com o Brasil, onde todos os veículos flex têm um enfeite ou etiqueta fixado pela montadora para indicar a natureza flex do veículo. Alguns críticos, incluindo o Representante Jay Inslee, tem argumentado que os fabricantes americanos estão produzindo veículos flex E85 incentivados por um buraco legal na regulamentação Norma CAFECAFE ("Corporate Average Fuel Economy"), que permite créditos na economia de combustível fixada por cada veículo flex vendido, sem importar se esse veículo na prática utiliza ou não o combustível E85. Esta escapatória da lei permite que a indústria automotiva estadunidense cumpra as metas estabelecidas pelo CAFE gastando somente de USD 100 a USD 200 por veículo, que é o custo de converter um veículo convencional num flex, sem necessidade de investir em novas tecnologias para melhorar o rendimento do combustível, e economizando as potenciais multas caso acontecer um incumprimento.

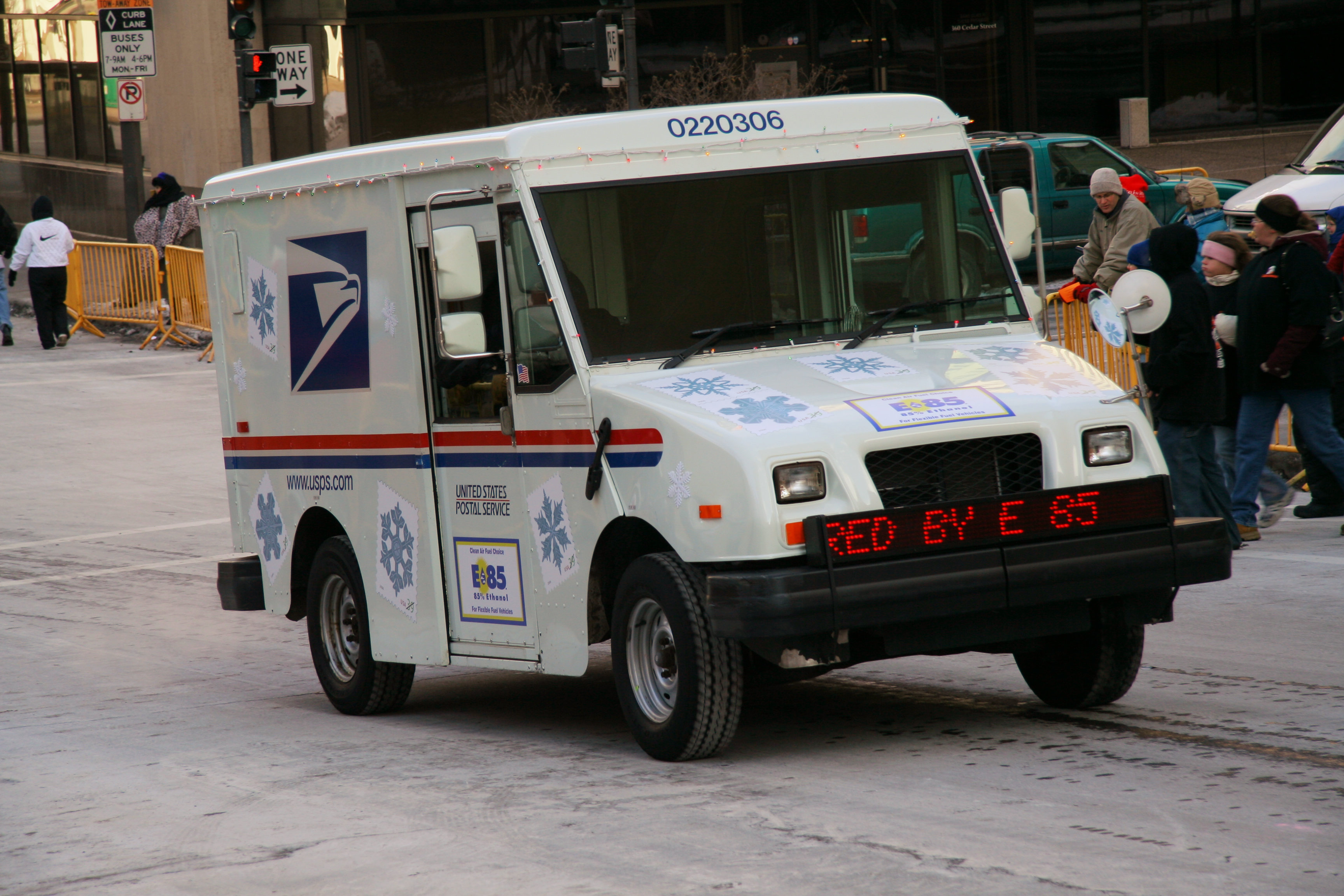
Veículo flex do Serviço Postal dos Estados Unidos com painel eletrônico informando ao público que opera com E85.

Num exemplo apresentado pela National Highway Traffic Safety Administration (NHTSA), a agência responsável pelo estabelecimento dos valores padrão do CAFE, o tratamento especial outorgado aos veículos de combustível alternativo, "converte um veículo de dois combustíveis que promedia 25 mpg com gasolina ou diesel… a um que atinge um valor de 40 mpg para efeitos do CAFE". O padrão CAFE de 2007 era de 27,5 mpg para automóveis e 22,2 mpg para veículos comerciais leves". No final de 2007 os padrões CAFE foram atualizados pela primeira vez em 30 anos, através da Ata de Segurança e Independência Energética de 2007, que estabeleceu que a economia de combustível deverá atingir 35 mpg em 2020.
No entanto, uma restrição importante que impede a venda mais ampla dos veículos flex E85 ou do uso do combustível E85 é a limitada rede de distribuição e venda do E85. Até julho de 2008 somente existiam 1.706 postos de gasolina vendido E85 ao público em todo o território estadunidense, com forte concentração de postos E85 nos estados que pertencem ao Cinturão do Milho, liderados pelo estado de Minnesota com 353 postos, seguido por Illinois com 181 e Wisconsin com 114. Em contraste, o Brasil, que tem uma frota de automóveis várias vezes menor do que a americana, já contava ao final de 2006 com 33 000 postos de gasolina em todo o país, com pelo menos um dispensador para vender álcool. A maior restrição para uma rápida expansão da rede de venda do E85 é que o posto precisa de tanques de armazenamento exclusivos para o álcool e cada tanque tem um custo aproximado de USD 60 000.

### Europa

#### Suécia

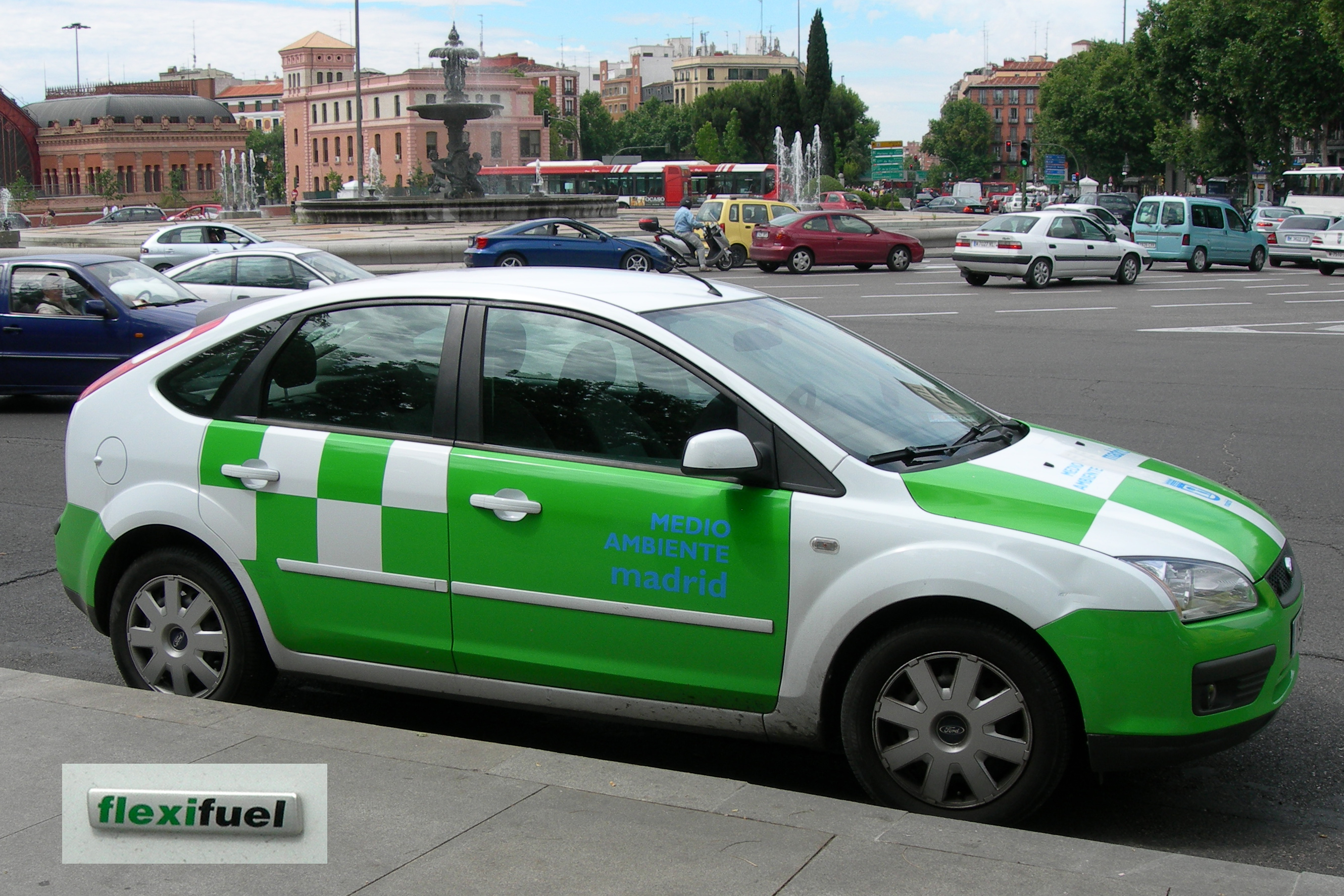
A versão FlexiFuel do Ford Focus foi o primeiro veículo flex E85 comercialmente disponível na Suécia e no mercado europeu.

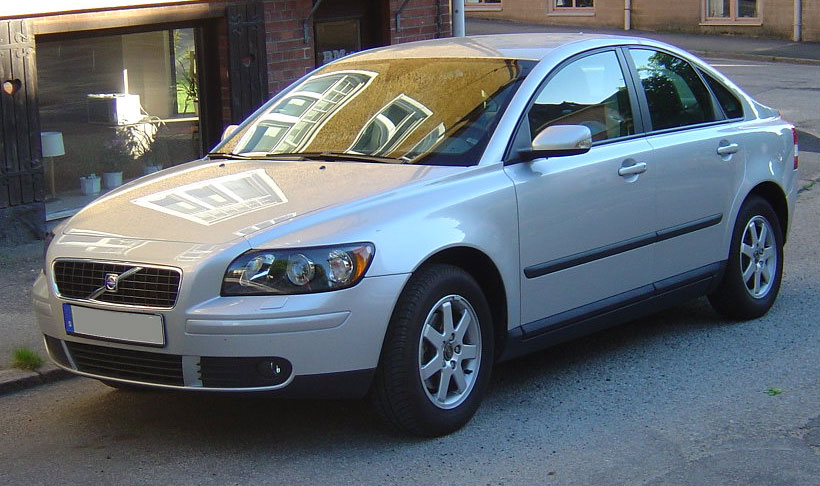
O Volvo FlexiFuel S40 modelo 2005 foi o primeiro veículo flex E85 disponível na Suécia produzido por uma montadora local. A versão Volvo FlexiFuel já é distribuída no mercado europeu.

Os veículos flex foram introduzidos na Suécia como un programa de teste em 1994, quando três automóveis Ford Taurus foram importados para demonstrar que a tecnologia existia e funcionava adequadamente. Devido ao interesse que despertou esta experiência, em 1995 iniciou-se um projeto com 50 carros flex Ford Taurus em diferentes partes da Suécia: Uma, Örnsköldsvik, Hernosândia, Estocolmo, Karlstad, Linköping, e Växjö. Entre 1997 e 1998 foram importados mais carros Taurus, e o número de postos de gasolina com dispensador para etanol chegou a 40. Em 1998, a cidade de Estocolmo fez uma solicitação de 2 000 veículos flex para qualquer montadora disposta a produzi-los. O objetivo era dar o impulso inicial à indústria de veículos flex na Suécia, mas as duas fabricantes domésticas, o Grupo Volvo e a Saab AB, se recusaram de participar argumentando que não existiam suficientes postos de venda do etanol no país. O desafio foi aceito pela montadora americana Ford Motor Company, que começou a importar as versões flexifuel de seu modelo Focus. Em 2001 foram entregues os primeiros veículos, e foram vendidos mais de 15 000 Focus flex até 2005, chegando a representar 80% da participação de mercado dos veículos de combustível flexível da Suécia. Em 2005 Volvo e Saab introduziram no mercado sueco seus modelos flexfuel. Saab inicialmente lanzou seu 9-5 2.0 Biopower, seguido em  2006 pelo 9-5 2.3 Biopower. Volvo introduziu seu S40 e V50 com motores flex, seguidos ao final de 2006 pelo novo C30.
Suécia tem a maior frota de veículos flex de E85 da Europa, e teve um rápido crescimento que permitiu-lhe passar de 717 veículos em 2001 para 116.695 em julho de 2008. O acelerado cresciminto da frota sueca de veículos "flexifuel", como são popularmente conhecidos na Europa, é o resultado da Lei de Política Nacional de Cooperação sobre o Clima Global aprovada em 2005, ratificando o Protocolo de Kyoto e também procurando cumprir a diretiva sobre biocombustíveis da União Europeia de 2003, que estabelece metas específicas sobre o uso de biocombustíveis, e que levou ao compromisso do governo sueco de eliminar a importação de petróleo antes de 2020.
O governo sueco implantou vários incentivos com o propósito de atingir essas metas. O etanol combustível, assim como os outros biocombustíveis, foram isentos até 2009 do pagamento dos impostos de energia e de emissões de CO2, resultando em uma diminuição de 30% nos preços ao consumidor do combustível E85 quando comparado com a gasolina. Além disso, foram estabelecidos outros para os proprietários de veículos incluindo um bono de USD 1.800 aos compradores de veículos flexifuel; isenção do pagamento do imposto de congestionamento de Estocolmo (pedágio urbano); até um 20% de desconto nas apólices de seguros de automóvel; espaços de estacionamento gratis na maioría das grandes cidades do país; pagamento reduzido do registro anual de circulação; e uma dedução de impostos de 20% para as frotas veiculares flexifuel das empresas. Como parte de este programa, o governo sueco estabeleceu que um 25% de suas compras de veículos novos (excluindo veículos policiais, ambulâncias e caminhões de bombeiros) deveria ser de veículos de combustível alternativo. Este pacote de medidas permitiu que para os primeiros meses de 2008, as vendas de veículos flex fossem um 25% de todas as ventas de automóveis novos do país.

#### Outros países europeus
| Postos em operação · para abastecer bioetanol E85 · União Europeia | Postos em operação · para abastecer bioetanol E85 · União Europeia | Postos em operação · para abastecer bioetanol E85 · União Europeia |
| País                                                               | Número de postos com E85                                           | Postos por milhão de habitantes                                    |
| ------------------------------------------------------------------ | ------------------------------------------------------------------ | ------------------------------------------------------------------ |
| Suécia                                                             | 1 200                                                              | 131,26                                                             |
| França                                                             | 211                                                                | 3,27                                                               |
| Alemanha                                                           | 193                                                                | 2,35                                                               |
| Suíça                                                              | 40                                                                 | 5,27                                                               |
| Irlanda                                                            | 29                                                                 | 6,84                                                               |
| Reino Unido                                                        | 22                                                                 | 0,36                                                               |

Os veículos de combustível flexível E85, chamados de "flexifuel" na Europa, são vendidos em 18 países, incluindo Alemanha, Austria, Bélgica, Dinamarca, Espanha, França, Hungria, Irlanda, Itália, Países Baixos, Noruega, Polónia, o Reino Unido, República Checa, Suécia e Suíça. Ford, Volvo e Saab são os principais fabricantes de automóveis "flexifuel" disponíveis no mercado europeu.
Por muito tempo o Ford Taurus foi o único veículo flex vendido na Suécia. Posteriormente foi substituído pelo Ford Focus. Em 2005 a Saab e a Volvo começaram a vender seus modelos 9-5 2.0 Biopower e S40 e V50 flexifuel, como são chamados os modelos flex na Europa.

### Colômbia
Em março de 2009 o governo colombiano decretou a introdução gradual de veículos flex E85. A regulamentação aplica a todos os veículos com motor a gasolina de cilindrada inferior a 2 litros que sejam fabricados, montados, importados, distribuídos e comercializados no país desde 1 de janeiro de 2012. O Decreto Executivo estabelece que um 60% desses veículos deverão ter motores "flex-fuel" com capacidade de operar com gasolina ou E85, a qualquer mistura dos dois. Em 2014 a provisão anual soube para 80% e atinge o 100% em 2016. Todos os veículos com cilindrada superior a 2 litros deverão funcionar com E85 a partir de 2013. O decreto também estabelece que em 2011 a infraestrutura da cadeia de distribuição e vendas ao consumidor de gasolina deverá adaptar-se para garantir a venda de E85 em todo o país. A introdução obrigatória dos carros flex E85 causou controvérsia entre os fabricantes e concessionárias, assim como entre alguns dos produtores do bioetanol que reclamaram que a indústria ainda não está pronta para fornecer suficiente etanol para a nova frota E85, já que o planejamento foi feito para a mistura E20 estabelecida para 2012 em decreto de 2007.

### Comparação entre os mercados líder
| Comparação das características principais entre os mercados líder no uso de veículos de combustível flexível | Comparação das características principais entre os mercados líder no uso de veículos de combustível flexível | Comparação das características principais entre os mercados líder no uso de veículos de combustível flexível | Comparação das características principais entre os mercados líder no uso de veículos de combustível flexível | Comparação das características principais entre os mercados líder no uso de veículos de combustível flexível |
| --- | --- | --- | --- | --- |
| Característica | Brasil | Suécia | Estados Unidos                                                                                               | Comentários/unidades                                                                                         |
| Tipo de veículo flex (etanol utilizado) | E20 a E100                                                                                                   | E85 | E85 | Mistura oficial no Brasil é E20-E25. E85 de inverno é E70 nos EUA e E75 na Suécia                            |
| Principal insumo para produzir o etanol | cana de açúcar                                                                                               | 80% importado                                                                                                | Milho | Em 2007 a maior parte do etanol sueco foi importado do Brasil.                                               |
| Frota total de veículos flex | 6,2 milhões                                                                                                  | 116.000 | 7,3 milhões(1)                                                                                               | Brasil e EUA até agosto 2008, Suécia até julho 2008                                                          |
| Veículos flex como % do total frota registrada | 12% | 2,9% | 2,8% | Brasil tem 50 mi (Março 2008), Suécia tem 4 mi e EUA tem 244 mi (2007).                                      |
| Postos de gasolina com etanol disponível | 33 000 | 1 200 | 1 700 | Brasil para 2006, Suécia em agosto 2008 e EUA em julho 2008.                                                 |
| Postos com etanol como % do total | 100% | 30% | 1% | Como % do total de postos de gasolina do país. Dados para 2008.                                              |
| Postos com etanol por milhão de habitantes | 175,8 | 130,4 | 5,6 | População estimada a setembre 2008 (Ver população por país)                                                  |
| Preço do E85 ou E100 (moeda local/unidade) | R$ 1.259/lt                                                                                                  | SEK 8.79/lt                                                                                                  | US$ 2.60/gal                                                                                                 | Regiões:(2)São Paulo, Jun 2008, Suécia, Jan 2008, e Minnesota, Ago 2008.                                     |
| Preço da gasolina ou E25 (moeda local/unidade) | R$ 2.385/lt                                                                                                  | SEK 11.99/lt                                                                                                 | US$ 3.70/gal                                                                                                 | Preços em São Paulo (E25), Jun 2008, Suécia, Jan 2008, e Minnesota, Ago 2008.                                |
| Economia no preço etanol/gasolina como % | 47,2%(2)(3)                                                                                                  | 26,7%(3) | 29,7%(2)(3)                                                                                                  | São Paulo, Junio 2008, Suécia Janeiro 2008, e Minnesota, Agosto 2008.                                        |
| Notas: (1) O número efeitivo de veículos flex E85 nos EUA que realmente utilizam etanol como combustível é inferior ao mostrado, já que pesquisas mostraram 68% dos proprietários de flex E85 não estavam cientes de que compraram um veículo flex, e uma outra pesquisa nacional de 2007 revelou que so um 5% dos motoristas usam biocombustiveis. (2) Os preços regionais têm grande variação no Brasil e nos EUA. Os estados selecionados para a comparação reflitem baixos preços ao consumidor do etanol devido a que ambos, São Paulo e Minnesota são os maiores produtores de insumos e produção do etanol, portanto, a comparação apresentada é uma das mais favoravéis para a razão de preços etanol/gasolina em cada país. Como exemplo, a diferencia média de preços nos EUA foi de 16,9% em Agosto de 2008, e flutuou desde 35% em Indiana até somente 3% em Utah. Veja mais comparações de preços em outros estados dos EUA no site e85prices.com, e os custos anuais para veículos flex modelo 2008 em www.fueleconomy.gov. (3) A gasolina brasileira paga altos impostos (~54%), a produção do etanol nos EUA é subsidiada (US$ 0.51/gal), e na Suécia o E85 está isento dos impostos do CO2 e energia até 2009 (~30% redução no preço). | | | | |

## Lista de carros flex disponíveis por mercado

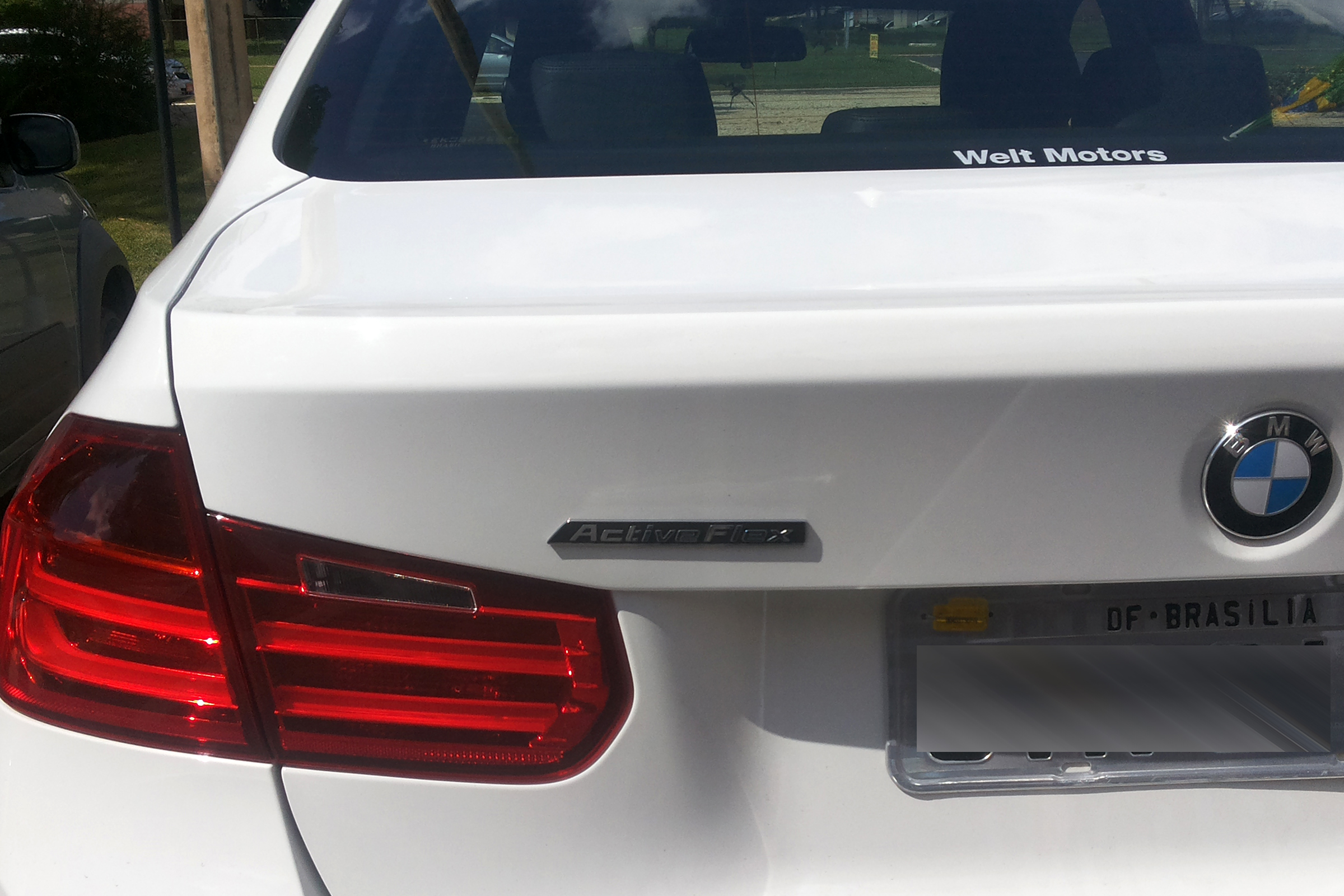
BMW 320i ActiveFlex

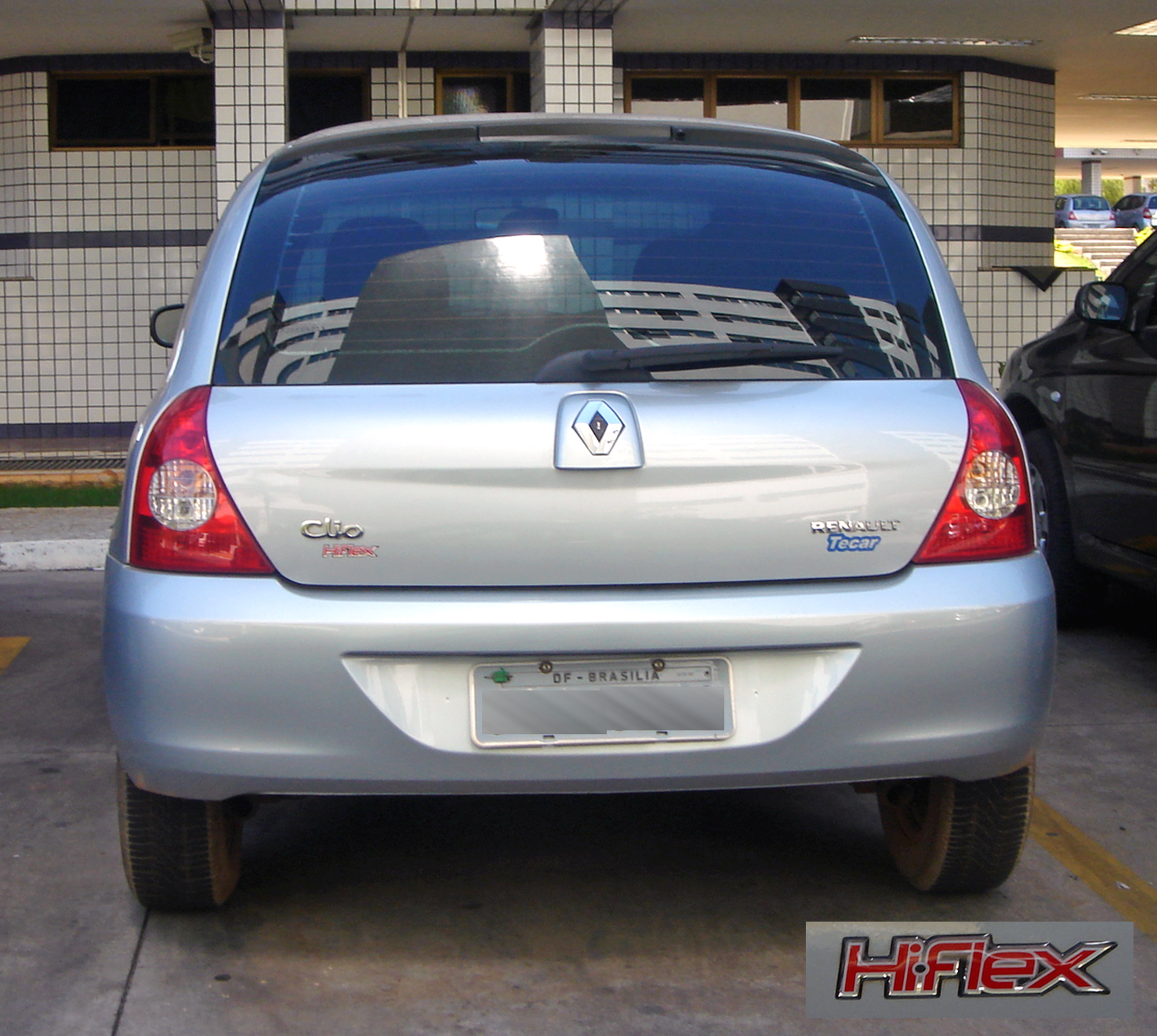
Renault Clio Hi-Flex

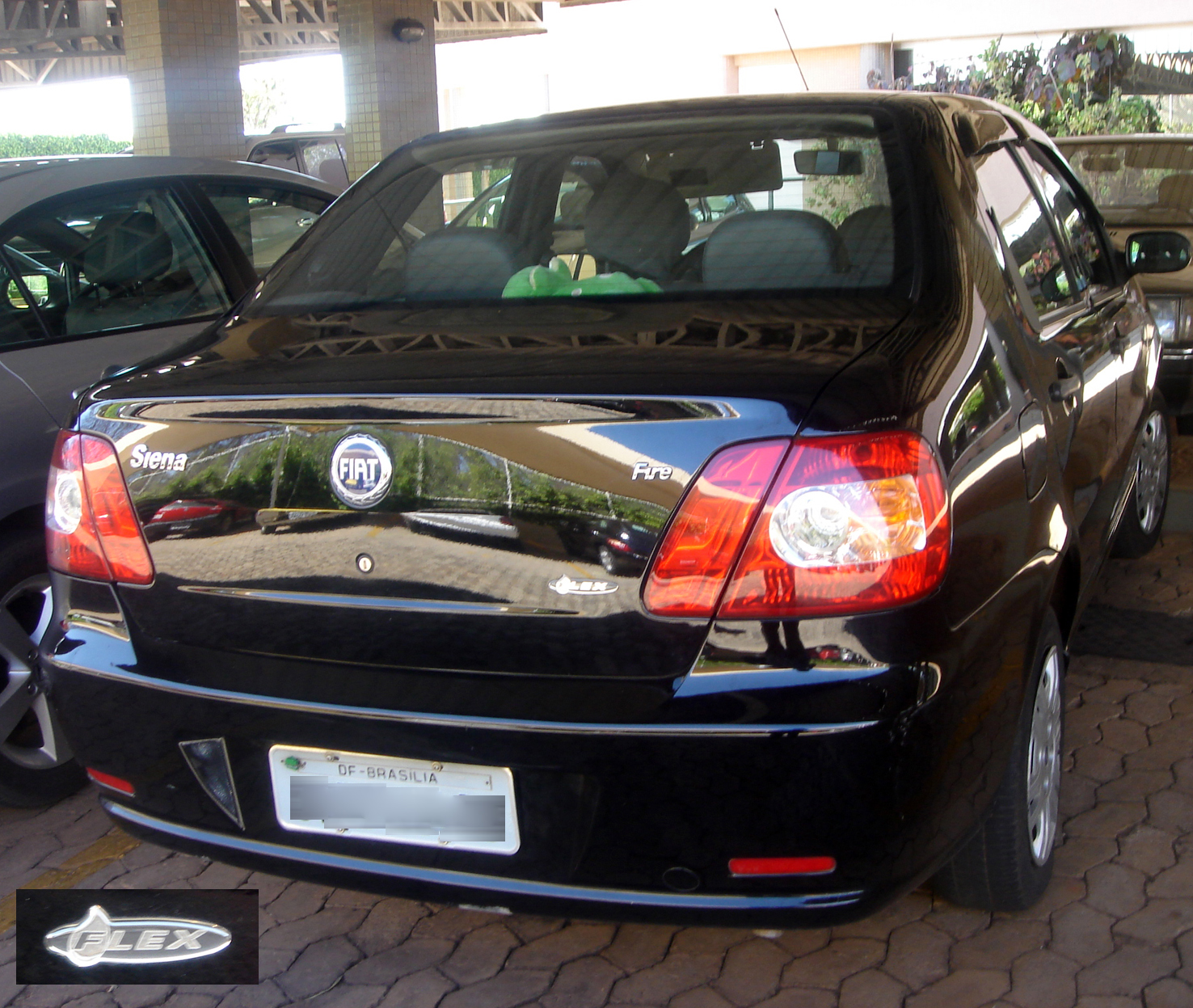
Fiat Siena Fire Flex

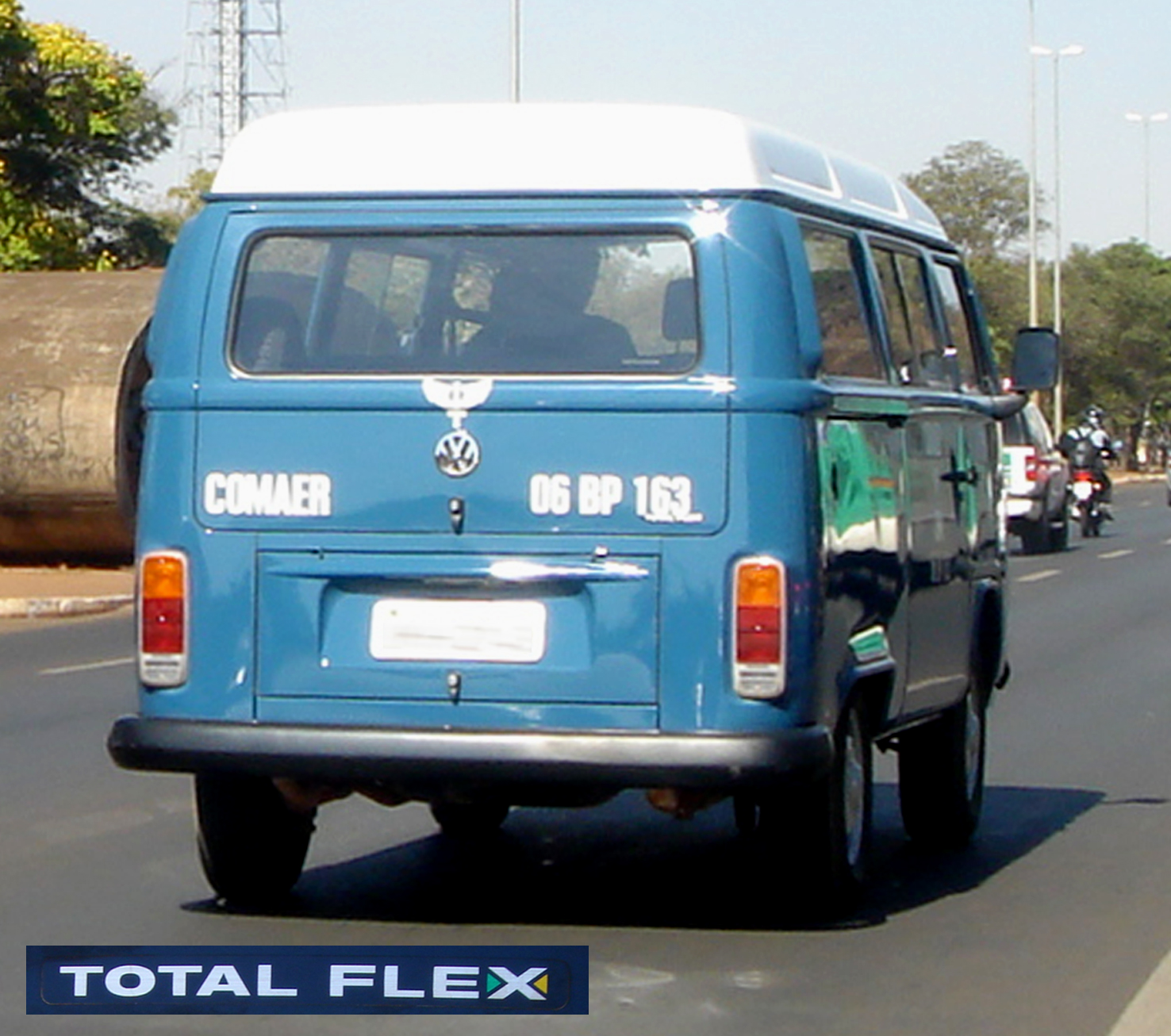
Volswagen Kombi TotalFlex

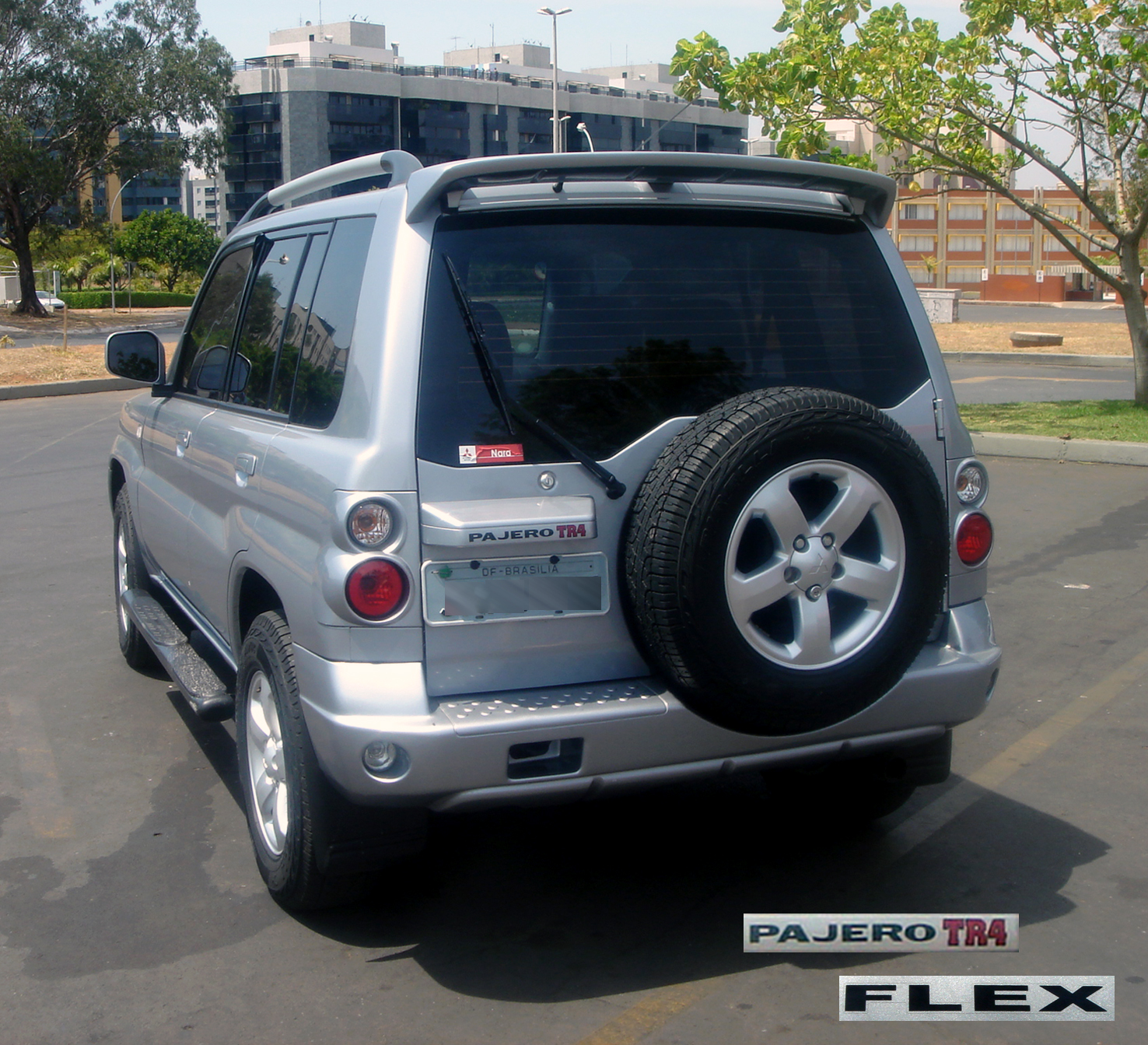
Mitsubishi Pajero TR4

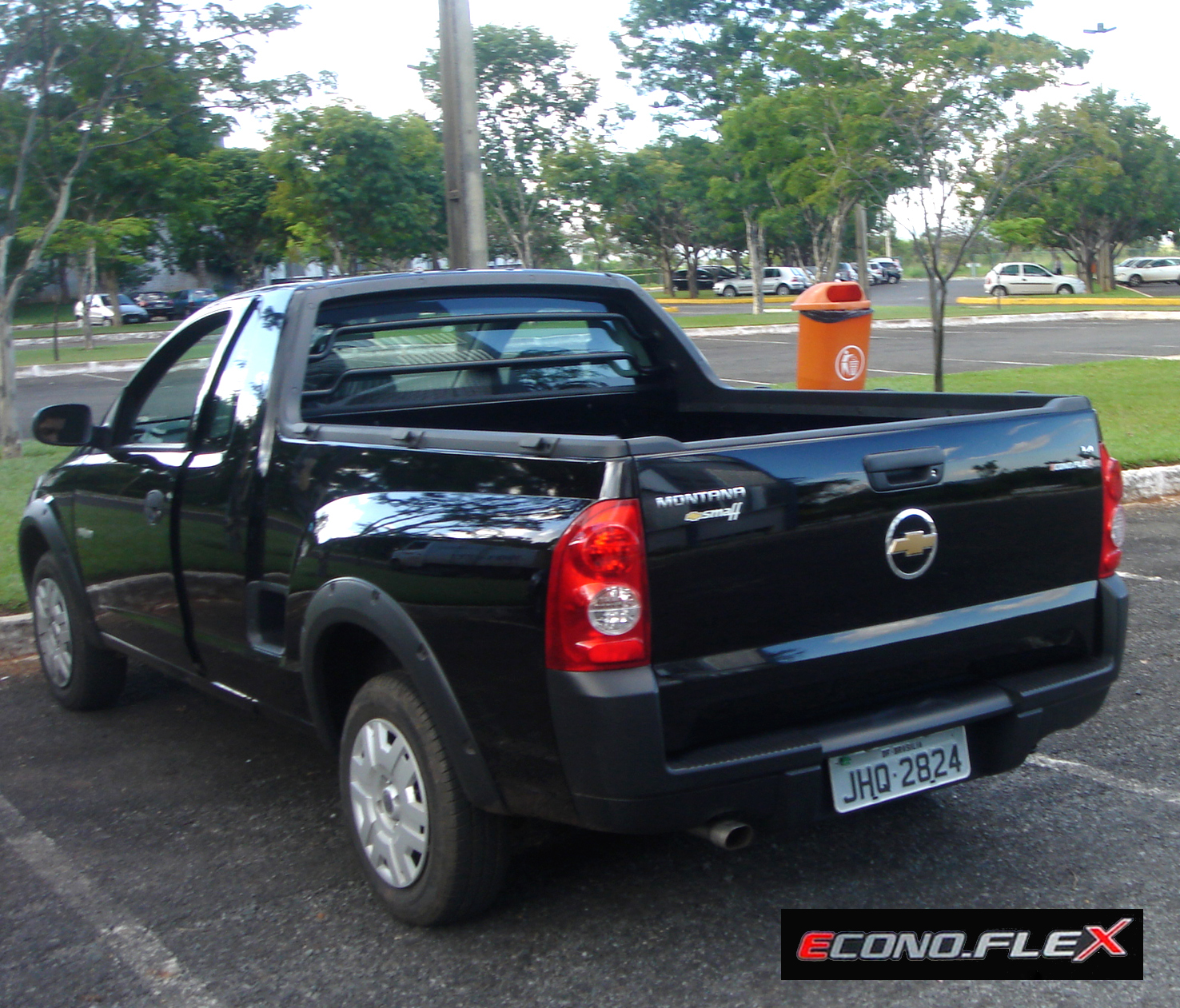
Chevrolet Montana EconoFlex

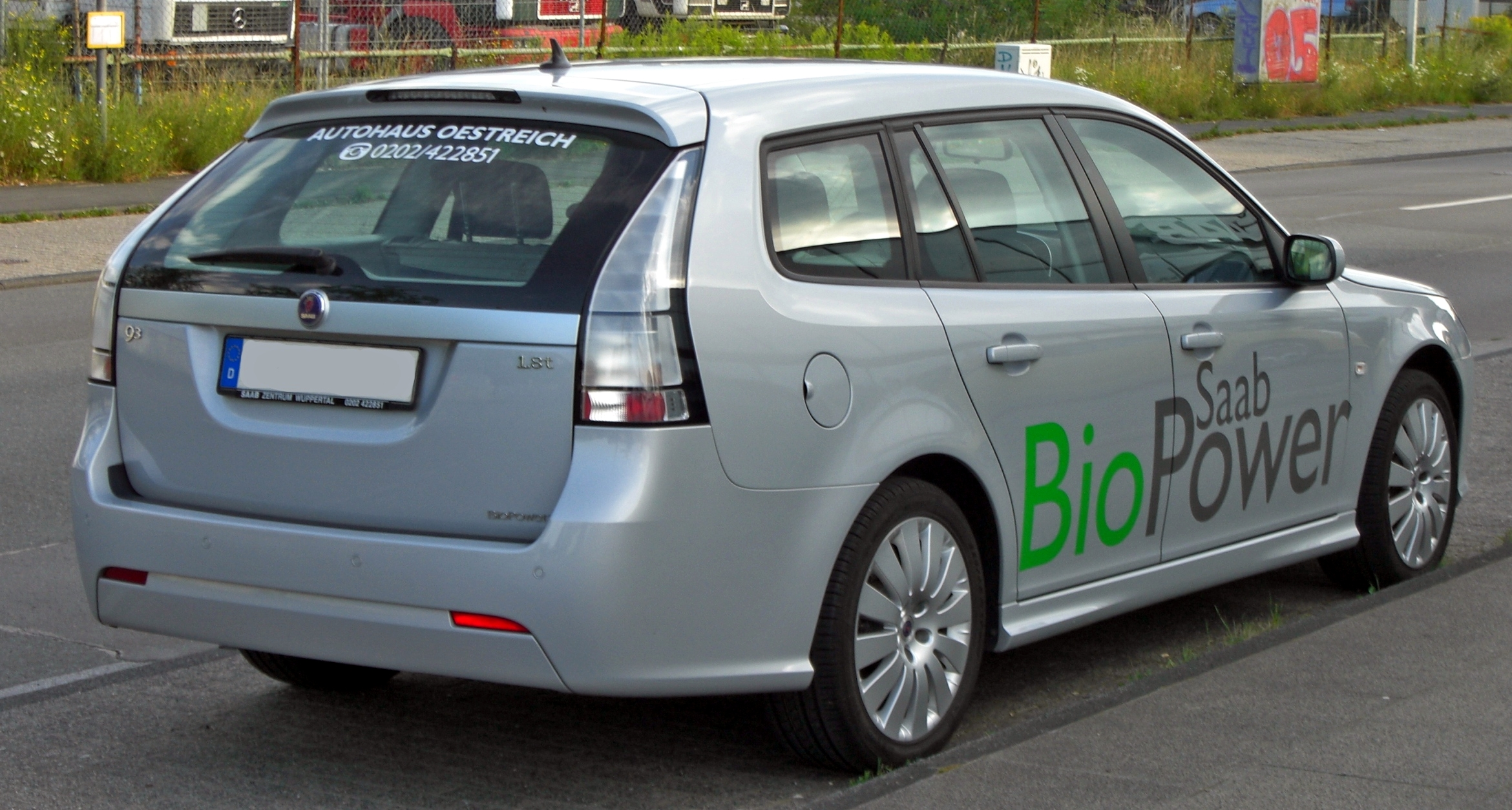
E85 Saab 9-3 SportComi BioPower, Suécia

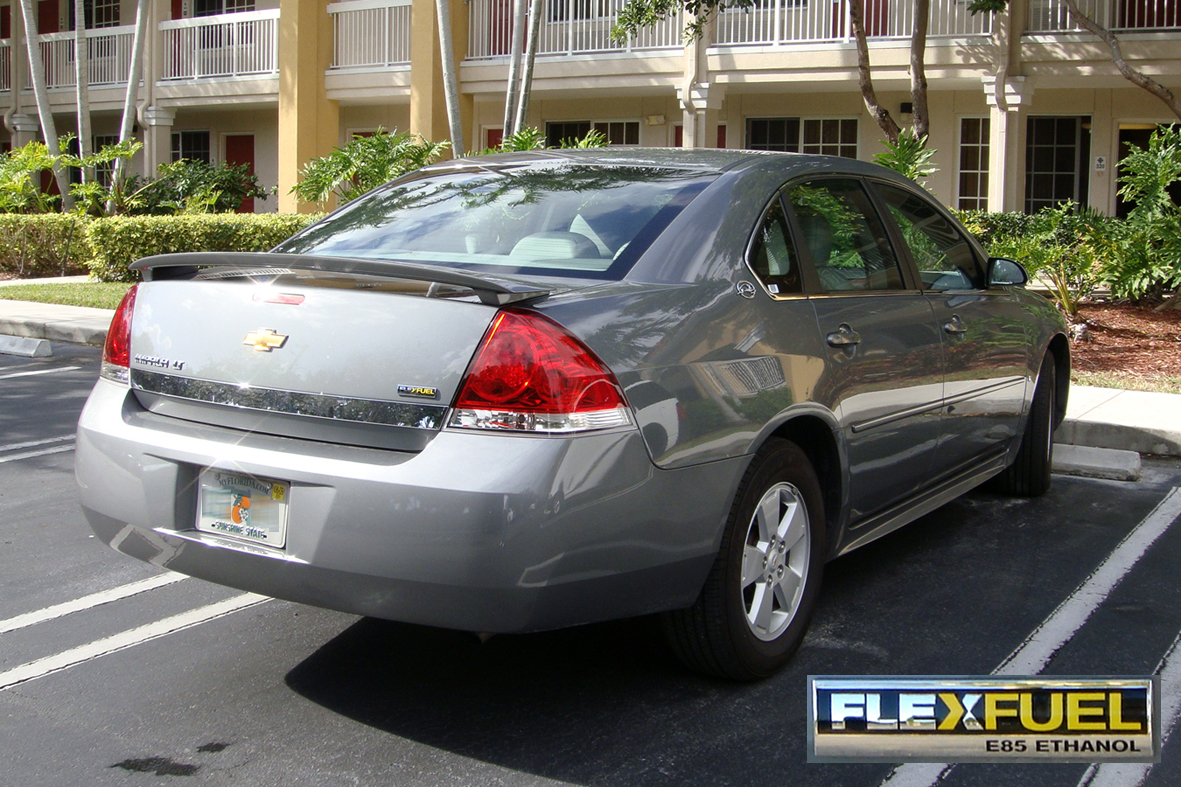
E85 FlexFuel Chevrolet Impala LT

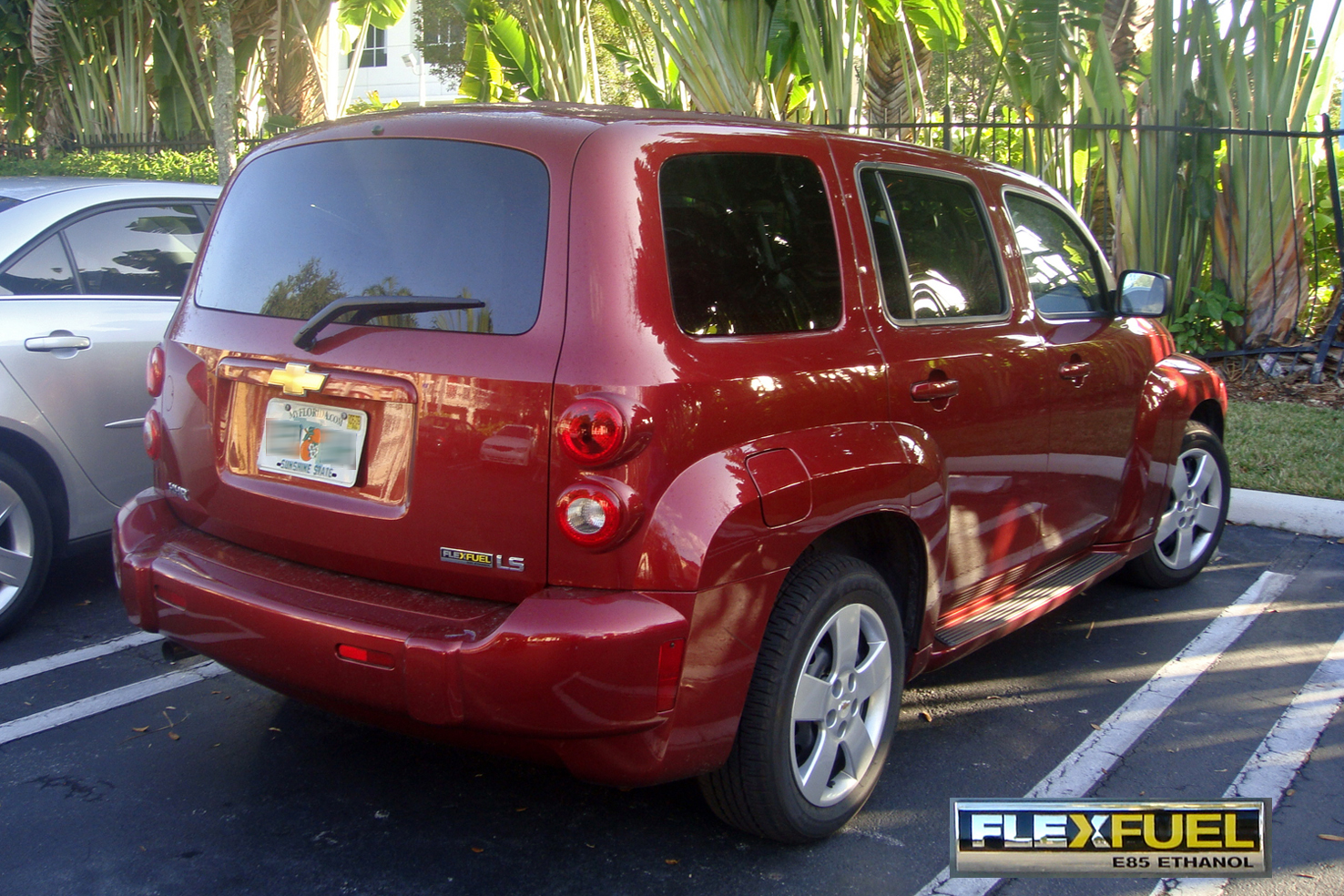
E85 FlexFuel Chevrolet HHR LS 2009

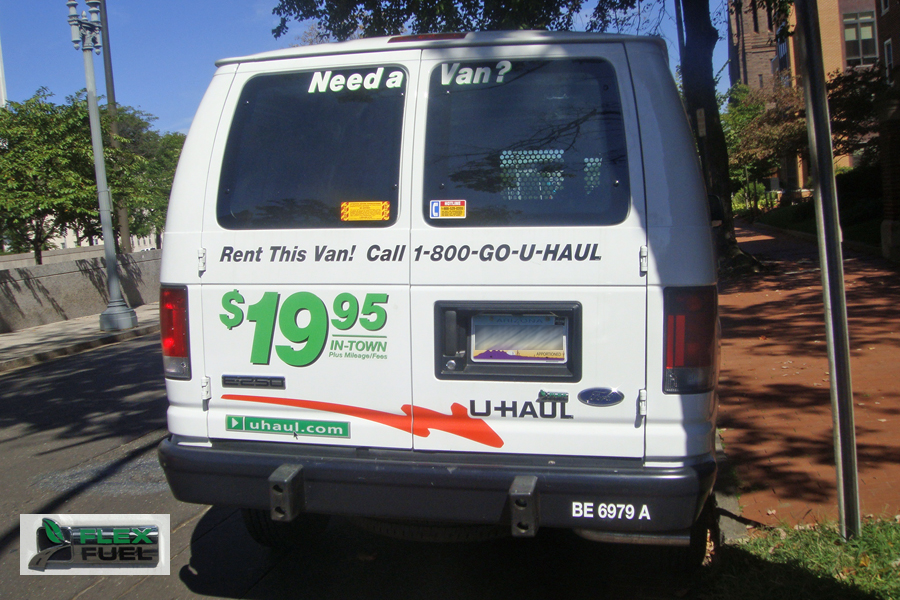
E85 Flexfuel van Ford E-250

### Brasil
- BMW 320i ActiveFlex
- BMW X1 ActiveFlex
- Chevrolet Astra
- Chevrolet Cruze
- Chevrolet Blazer
- Chevrolet Celta
- Chevrolet Classic
- Chevrolet Corsa
- Chevrolet Meriva
- Chevrolet Montana
- Chevrolet Prisma
- Chevrolet S10
- Chevrolet Vectra
- Chevrolet Vectra GT
- Chevrolet Zafira
- Citroën C3
- Citroën C4
- Citroën C4 Pallas
- Citroën Xsara Picasso
- Fiat Bravo
- Fiat Doblò
- Fiat Idea
- Fiat Linea
- Fiat Mille
- Fiat Palio
- Fiat Palio Weekend
- Fiat Punto
- Fiat Siena
- Fiat Stilo
- Fiat Strada
- Ford Courier
- Ford Ecosport
- Ford Fiesta
- Ford Focus
- Ford Ka
- Honda City
- Honda Civic
- Honda Fit
- Hyundai HB20
- Mitsubishi Pajero TR4
- Nissan Grand Livina
- Nissan Livina
- Nissan Sentra
- Nissan Tiida
- Peugeot 206
- Peugeot 207
- Peugeot 307
- Renault Clio
- Renault Kangoo
- Renault Logan
- Renault Mégane
- Renault Mégane Grand Tour
- Renault Sandero
- Renault Scénic
- Renault Symbol
- Toyota Corolla
- Toyota Fielder
- Volkswagen Bora
- Volkswagen CrossFox
- Volkswagen Fox
- Volkswagen Gol
- Volkswagen Golf
- Volkswagen Kombi
- Volkswagen Parati
- Volkswagen Polo
- Volkswagen Saveiro
- Volkswagen SpaceFox
- Volkswagen Voyage

### Europa
Todos os modelos são flex E85:
- Citroën C4 1.6 BioFlex
- Ford Focus FFV, Focus C-MAX
- Koenigsegg CCXR
- Peugeot 307 1.6 BioFlex
- Saab 9-5, Saab 9-3
- Volvo C30 1.8F FlexiFuel, S40 1.8F FlexiFuel, V50 1.8F FlexiFuel, XC60 (concept), V70 2.0F FlexiFuel, S80 2.0F FlexiFuel
- Honda Fit
- Honda Civic

### Estados Unidos
Todos os modelos são flex E85:
- Chevrolet Avalanche, Silverado, Suburban, Tahoe (todos os modelos 2007 e 2008, e alguns 2002-2006), Impala 2006, Monte Carlo 2006, S-10 Pickup
- Chrysler Sebring, Chrysler Town & Country, Chrysler Aspen
- Dodge Caravan, Durango, Grand Caravan, Ram Pickup, Stratus, Avenger, Dodge Dakota
- Ford Crown Victoria, 2006 F-150, 1999-2000 Ranger, Grand Marquis, 1999-2001 Taurus, 2002-2004 3.0L Taurus sedan and wagon, 2004-2005 3.0L Taurus sedan and wagon (2-valve), Sport Trac XLT, Mercury Grand Marquis, Mercury Mountaineer, Lincoln Town Car, Mercury Sable
- GMC Sierra, Yukon, Yukon XL
- Isuzu Hombre
- Jeep Commander, Jeep Grand Cherokee
- Mazda B3000 (modelos 1999 e 2001-2002)
- Mercedes-Benz Classe C: plataforma W204: C300 RWD automático 3.0L (2008); plataforma W203: C230 2.5L (2007), C240 2.6L RWD automático (2005), C320 3.2L (2003-2005)
- Nissan Titan[74]